# تپه تخچرآباد
تپه تخچر آباد مربوط به هزاره ۱تا است و در شهرستان بیرجند، روستای تخچر آباد واقع شده و این اثر در تاریخ ۲۵ اسفند ۱۳۸۰ با شمارهٔ ثبت ۵۱۳۵ به‌عنوان یکی از آثار ملی ایران به ثبت رسیده‌است.
این محوطه یک برجستگی به قطر حدود 45 متر و ارتفاع 4 متر است که در سال 1388 به منظور کاوش آموزشی دانشجویان باستان‌شناسی دانشگاه آزاد واحد بیرجند به سرپرستی محسن دانا کاوش شد.  کاوش فصل نخست نشان داد که این محوطه در اصل یک بنای خشتی است که بیرون آن را با شن احاطه کرده‌اند.
فصل دوم کاوش در تپه تخچر آباد در سال 1395 از سر گرفته شد. در فصل دوم و فصل سوم (1396) پلان بیرونی بنا شناسایی و کاوش گردید. بر این اساس مشخص شد بنای مدفون تخچرآباد بنایی دایره‌ای شکل نامنظم است که شش برج توپر دارد.

## شنیده ها و گفته ها
گفته میشود در چند ده قبل در آنجا طلا و سکه قدیمی یافت شده است.